# Gamasomorpha puberula
Gamasomorpha puberula là một loài nhện trong họ Oonopidae.
Loài này thuộc chi Gamasomorpha. Gamasomorpha puberula được Eugène Simon miêu tả năm 1893.